# Stackelbergomyia arenaria
Stackelbergomyia arenaria là một loài ruồi trong họ Tachinidae.